# Irakiska Riksförbundet i Sverige
Irakiska Riksförbundet i Sverige, IRS, är en paraplyorganisation för svenska irakiska föreningar och grundades 16 september 1995 i Stockholm. Beslutet föregicks av en längre tids diskussion bland de olika irakiska föreningarna i landet.
IRS motto är Upprätthållande av det nationella, öppenhet mot det främmande. Enligt IRS:s stadgar har organisationen bland sina målsättningar att: 
- underlätta dess integration i det svenska samhället (IRS stadgar §2.2.5.)
- att närma sig det svenska samhället genom att aktivera integrationen (§2.2.11.)
- presentera det irakiska folkets historia, kultur och kulturarv för det svenska samhället (§2.2.4.).

IRS vill arbeta för en snabbare, lättare och mera effektiv integrationsprocess. Antalet medlemsföreningar är (2007) 56 föreningar i 34 svenska städer. Idag representerar IRS ca 18 000 människor riket runt. Ordförande är Abdulwahid Almoosawi.
Under 1998 grundades två specialavdelningar: kvinnoavdelningen och ungdomsavdelningen. Dessa avdelningar bildades av kvinno- respektive ungdomsföreningarna inom IRS.